# Polygonatum biflorum
Polygonatum biflorum là một loài thực vật có hoa trong họ Măng tây. Loài này được (Walter) Elliott miêu tả khoa học đầu tiên năm 1817.

## Hình ảnh

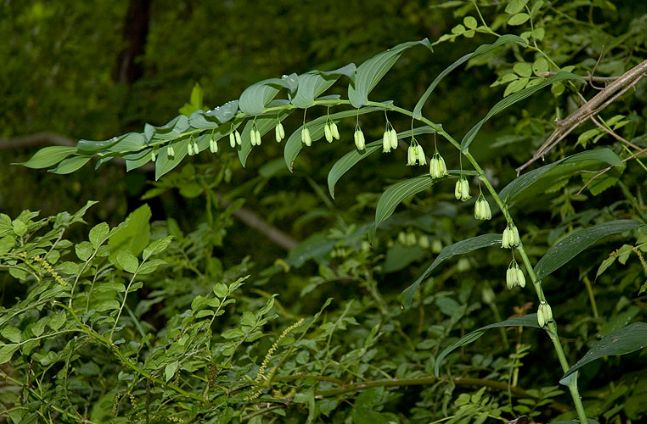
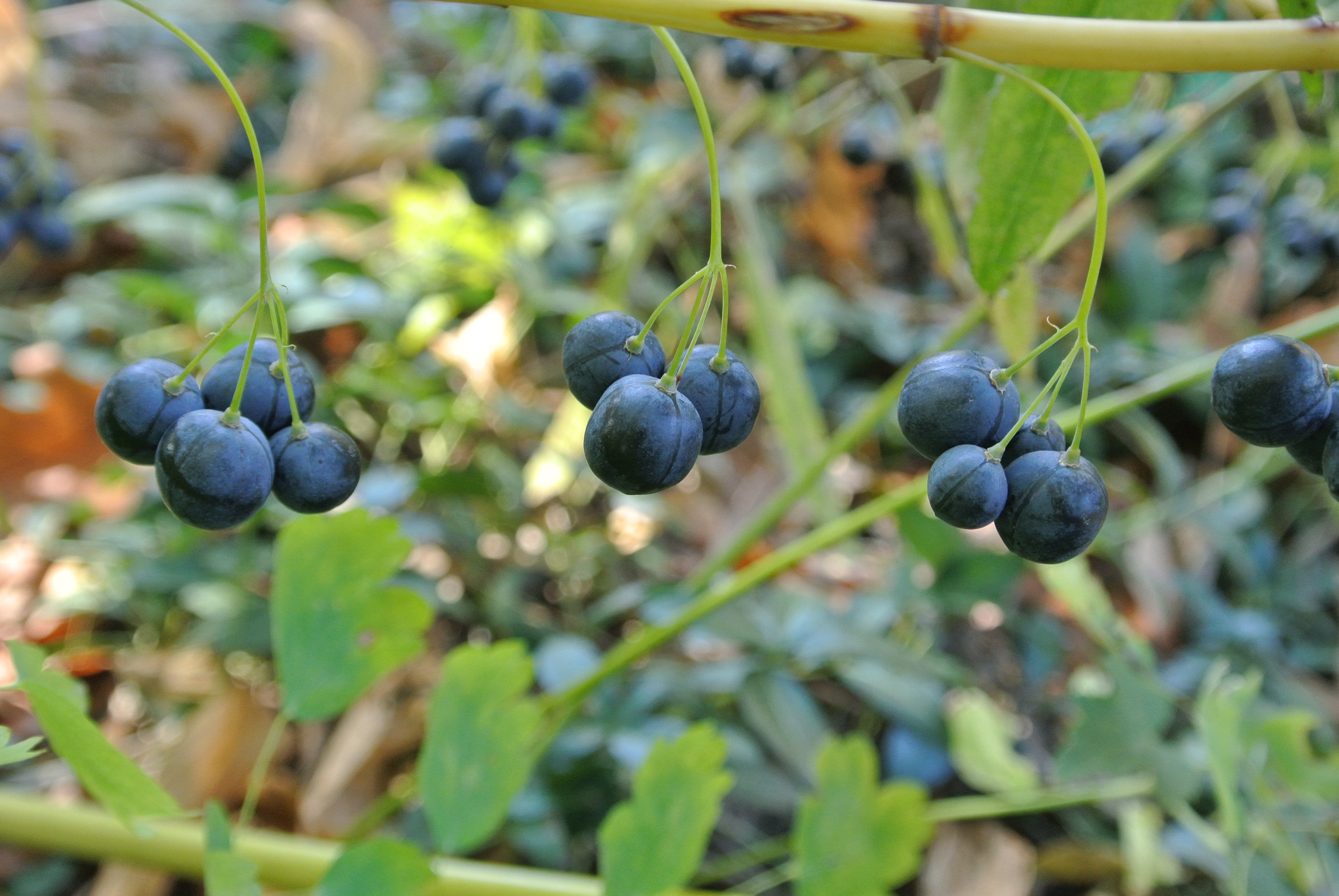
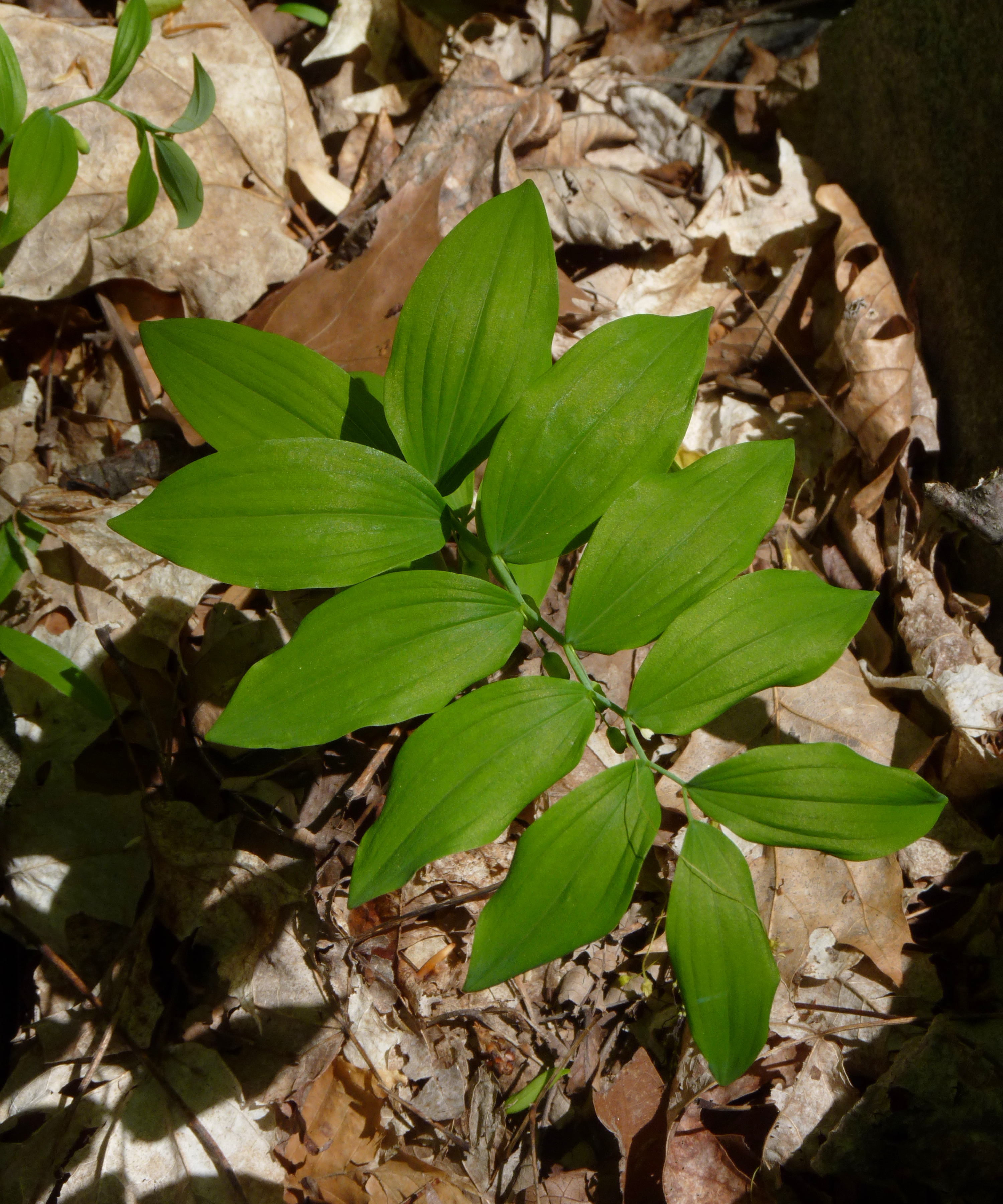